# Ian Palethorpe
Ian Palethorpe (* 14. Juli 1981) ist ein englischer Badmintonspieler. 

## Karriere
Ian Palethorpe wurde 2000 englischer Juniorenmeister im Mixed. 2001 siegte er bei den Bulgarian International, 2002 bei den Irish Open. 2004 war er bei den Canadian Open und Iceland International erfolgreich.

## Sportliche Erfolge
| Saison | Veranstaltung                             | Disziplin    | Platz | Name                              |
| ------ | ----------------------------------------- | ------------ | ----- | --------------------------------- |
| 2000   | England: Einzelmeisterschaft der Junioren | Mixed        | 1     | Ian Palethorpe / Suzanne Rayappan |
| 2001   | Bulgarian International                   | Herrendoppel | 1     | Peter Jeffrey / Ian Palethorpe    |
| 2002   | Irish Open                                | Herrendoppel | 1     | Robert Blair / Ian Palethorpe     |
| 2002   | Dutch International                       | Herrendoppel | 2     | Peter Jeffrey / Ian Palethorpe    |
| 2003   | Weltmeisterschaft                         | Herrendoppel | 33    | Robert Blair / Ian Palethorpe     |
| 2004   | Iceland International                     | Herrendoppel | 1     | Paul Trueman / Ian Palethorpe     |
| 2004   | Canadian Open                             | Herrendoppel | 1     | Paul Trueman / Ian Palethorpe     |